# جاده ئی۹۳۱ اروپا
جاده ئی۹۳۱ اروپا (به انگلیسی: European route E931) یکی از جاده‌های درجه ۲ قاره اروپا است.
این جاده که در کشور ایتالیا قرار دارد از شهر ماتزارا دل ولو شروع شده و در شهر گلا به پایان می‌رسد.